# Holmsjön (Valdshults socken, Småland)
Holmsjön är en sjö i Gislaveds kommun i Småland och ingår i Nissans huvudavrinningsområde. Sjön har en area på 0,0968 kvadratkilometer och ligger 249 meter över havet. Vid provfiske har abborre, gädda och mört fångats i sjön.

## Delavrinningsområde
Holmsjön ingår i det delavrinningsområde (637540-137791) som SMHI kallar för Utloppet av Norra Vallsjön. Avrinningsområdets medelhöjd är 248 meter över havet och ytan är 17,4 kvadratkilometer. Det finns ett delavrinningsområde uppströms, och räknas det in blir den ackumulerade arean 30,9 kvadratkilometer. Valån som avvattnar avrinningsområdet har biflödesordning 2, vilket innebär att vattnet flödar genom totalt 2 vattendrag innan det når havet efter 152 kilometer. Delavrinningsområdet består mestadels av skog (69 procent). Avrinningsområdet har 3,22 kvadratkilometer vattenytor vilket ger det en sjöprocent på 18,5 procent.